# Jean Piaget
Jean William Fritz Piaget (Neuchâtel, Suïssa, 9 d'agost de 1896 - Ginebra, 16 de setembre de 1980) fou un psicòleg experimental, filòsof i biòleg suís interessat en l'epistemologia genètica i famós per les seves aportacions en el camp de la psicologia evolutiva, els seus estudis sobre la infància i la seva teoria del desenvolupament cognitiu.
Va publicar diversos estudis sobre psicologia infantil, basant-se fonamentalment en la detallada observació del creixement dels seus fills. Va elaborar una teoria de la intel·ligència sensorial-motriu que descriu el desenvolupament gairebé espontani d'una intel·ligència pràctica sustentada en l'acció.

## Biografia
Era el fill més gran d'Arthur Piaget i Rebecca Jackson, Jean va néixer a Neuchâtel, ciutat de la Suïssa francòfona. El seu pare era un destacat professor de literatura medieval a la Universitat de Neuchâtel. El seu avi matern, James Jackson, va ser el creador de la primera fàbrica d'acer de cresol a França.
Jean Piaget va ser un nen precoç que va desenvolupar un interès primerenc per la biologia i el món natural, especialment els musclos. Als 11 anys, mentre cursava els seus estudis a l'Institut Llatí de la seva ciutat natal, va redactar un estudi en referència a certa espècie de pardal albí i després va escriure un tractat de malacologia durant els seus estudis mitjans.
Es va llicenciar i doctorar en ciències naturals a la Universitat de Neuchâtel el 1918, amb una tesi sobre els musclos del cantó de Valais. Fins al seu trasllat a París el 1919, va exercir per un breu període a la Universitat de Zúric, on va publicar dos treballs sobre Psicologia. El seu interès en la Psicoanàlisi va començar en aquesta època, context en el qual va aprofundir en l'obra de Sigmund Freud i Carl Gustav Jung. Fou analitzat per Sabina Spielrein (anys després assistiria al Congrés de Psicoanàlisi a Berlín el 1922, on també va conèixer personalment Freud).
Després de mudar-se a París, va desenvolupar una vida acadèmica intensa marcada pels contactes amb connotats professionals de l'àrea. Va treballar amb Hans Lipps i Eugen Bleuler. Va impartir l'ensenyament en una escola per a nens al carrer Grange-aux-Belles dirigida per Alfred Binet, que havia creat junt amb Théodore Simon l'escala i el Test d'intel·ligència de Binet-Simon. A Binet l'havia conegut prèviament, mentre estudiava a la Universitat de París. Al qualificar algunes de les tasques del test d'intel·ligència, Piaget va notar que els nens i els joves donaven respostes equivocades a certes preguntes, però que aquests errors eren consistents i obeïen a una certa regularitat que mereixia atenció.
Així, Piaget no es va centrar en el fet que les respostes fossin equivocades, sinó en el patró d'errors que alguns joves i els adults ja no mostraven. Això el va portar a aventurar primerament la hipòtesi explicativa del fet que el procés cognitiu o pensament dels nens joves és inherentment diferent del dels adults (finalment arribaria a proposar una teoria global de les etapes del desenvolupament, afirmant que els individus exhibeixen certs patrons de cognició comuns i diferenciables en cada període). El 1920 va participar també en el perfeccionament de la Prova d'Intel·ligència de C.I. (coeficient intel·lectual) desenvolupat per Stern.
Va tornar a Suïssa el 1921 i es va incorporar a l'Institut Rousseau de Ginebra, institució en la qual va ser director d'investigacions.
El 1923, va contraure matrimoni amb Valentine Châtenay, amb qui va tindre tres fills: Lucienne, Laurent i Jacqueline, Piaget els va estudiar des de la seva infància.
A partir de 1936, mentre exercia la docència a la Universitat de Lausana i era editor de publicacions científiques de renom en aquest àmbit (com els Archives de Psychologie i la Revue Suisse de Psychologie), va ser nominat director de l'Oficina Internacional d'Educació, un organisme internacional que el 1969 passaria a formar part de la UNESCO.
Entre 1951 i 1954 va ser secretari general de la Unió Internacional de Ciència Psicològica.
El 1955, Piaget va crear el Centre Internacional per a l'Epistemologia Genèsica de Ginebra, el qual va dirigir fins a la seva mort el 1980.

## Idees clau
Piaget va afirmar que els principis de la lògica comencen a desenvolupar-se abans que el llenguatge i es generen a través de les accions sensorials i motrius del bebè en interacció i interrelació amb el medi, especialment amb el medi sociocultural.
A Ginebra va amistar el pedagog català Pere Rosselló i Blanch i només sota la insistència d'en Rosselló, va acceptar la funció de director del BIE (Bureau International d'Education) el 1929.
En La psicologia de la intel·ligència (1947), Piaget recopila les classes del curs que va impartir en el Col·legi de França durant l'any 1942, resumint allà les seves investigacions psicogenètiques de la intel·ligència. Aquí Piaget postula que la lògica és la base del pensament i que, en conseqüència, la intel·ligència és un terme genèric per a designar al conjunt d'operacions lògiques per a les quals està capacitat l'ésser humà, anant des de la percepció, les operacions de classificació fins al càlcul proporcional.
Piaget va treballar amb el matemàtic sud-africà Seymour Papert a la Universitat de Ginebra des de 1959 fins a 1963. Piaget demostrà que existeixen diferències qualitatives entre el pensar infantil i el pensar adult; més encara: existeixen diferències qualitatives en diferents moments o etapes de la infància (la qual cosa no implica que no hi hagi en la societat humana actual una multitud d'adults cronològics que mantenen una edat mental pueril, explicable per l'efecte del medi social). Per tal demostració, Piaget fa notar que la capacitat cognitiva i la intel·ligència es troben estretament lligades al medi social i físic. Així considera Piaget que els dos processos que caracteritzen l'evolució i adaptació del psiquisme humà són els de l'assimilació i l'acomodació. Ambdues són capacitats innates que per factors genètics es van desplegant davant determinats estímuls en molt determinades etapes o estadis del desenvolupament, en determinades edats successives.

## Estadis del desenvolupament segons Piaget
Piaget considera que el desenvolupament cognitiu és gradual i, malgrat les diferències individuals, totes les persones passen per les mateixes etapes, ja que la maduració de la ment és universal.
Per a Piaget el punt de partida del nounat són els reflexos, que constitueixen la base a partir de la qual es construeixen la seva intel·ligència. Es tracta de conductes innates i senzilles que li permeten acostar-se per manipular i conèixer l'entorn. D'aquesta manera el nadó pot anar assimilant la informació nova que rep i la pot acomodar per elaborar esquemes de coneixements nous quan calgui. Quan la informació rebuda discrepa de la informació que té la persona, es produeix un conflicte o desequilibri. Per sortir-ne, per resoldre-ho i tornar a l'equilibri que sempre busca l'ésser humà, es modifiquen els esquemes de coneixement.
Va dividir el desenvolupament infantil en quatre etapes anomenades estadis, que són les següents: 
- Estadi sensoriomotor (del naixement als 2 anys). Aquest període està marcat per un gran desenvolupament mental. En aquest estadi l'infant encara no es pot expressar amb paraules; per tant, el coneixement que té està determinat pel que pot fer amb un objecte en els àmbits sensorial i motor.
- Estadi preoperacional (dels 2 als 6 anys). Encara que els seus raonaments continuen sent intuïts, l'infant d'aquesta edat ja pensa sobre els objectes sense que hi hagi de tenir una experiència directa i immediata, ja pot fer representacions. Són propis d'aquest estadi el llenguatge, el pensament simbòlic, la imitació de conductes (sense la necessitat de tenir el model present) i l'egocentrisme, entès com la impossibilitat intel·lectual de posar-se al lloc d'una altra persona.
- Estadi de les operacions concretes (dels 7 als 11 anys). L'infant comença a utilitzar la lògica per interpretar i resoldre qüestions determinades de la seva realitat concreta, però encara no ho pot fer si es tracta de situacions abstractes. No obstant això, encara no és capaç d'imaginar una situació abstracta o hipotètica.
- Estadi de les operacions formals (a partir dels 12 anys). Encara que no totes les persones ni en totes les situacions de la vida assoleixen aquest estadi, aquesta és la manera de pensar i de conèixer pròpia del treball científic: es tracta d'un pensament hipotètic, lògic i abstracte.[9]

### Estadi sensoriomotor
La primera etapa (de 0 a 2 anys) l'infant experimenta els primers contactes amb el món que l'envolta a través dels sentits. Des que neix, fins i tot quan és a l'úter matern, rep les primeres impressions mitjançant els òrgans sensorials. En aquest sentit es pot afirmar que aquest és el primer pas en el procés de formació de les seves funcions cognitives i afectives.
El nadó, quan neix, els sentits no tan sols li permeten el contacte amb els medis extern i intern, sinó que també funcionen com a receptors que l'ajudaran a construir-se com a ésser, a existir com a persona i a pensar-se com una totalitat.
És per això que el paper de les funcions sensorials de l'infant és molt més important que la simple intervenció en el desenvolupament de les funcions afectives i cognitives.
S'ha de tenir en compte que el desenvolupament sensorial coincideix des del començament amb el desenvolupament motor, socioafectiu i cognitiu, encara que per al seu estudi es considerin per separat els aspectes del seu creixement, la seva maduració i el seu desenvolupament.

#### Sensació i percepció
• Les primeres sensacions
• El procés sensorial i afectiu

#### Principis d'organització perceptiva
- Lleis de la Gestalt:

• Llei de la pregnància o de la bona forma
• Llei de la proximitat
• Llei de la semblança
• Llei del tancament
• Llei de la continuïtat
• Llei de la figura – fons
- Altres lleis:

• Llei de la constància perceptiva
• Llei de la predisposició perceptiva

### Estadi preoperatori
El segon període de desenvolupament s'anomena preoperatori i dura des dels dos anys fins al set, aproximadament. Als dos anys el nen ja té un llenguatge prou desenvolupat per a mantenir una relació simbòlica amb els objectes, que associen a un nom (concepte), un dibuix o un altre objecte que actua com a icona del primer. Sorgeixen el joc simbòlic i la creativitat. A partir dels quatre anys augmenta la curiositat per entendre el món (per això s'anomena també l'edat de les preguntes), ja que l'infant percep que hi ha un coneixement dels objectes que se li escapa i que pot estar en possessió de l'adult.
És una etapa egocèntrica, on l'infant no pot assumir una perspectiva diferent de la seva fàcilment, i on la fantasia i l'atribució causal intuïtiva tenen un paper preponderant en les explicacions internes sobre el món. La capacitat de memòria augmenta força durant aquest període.

### Estadi de les operacions concretes
Entre els set i els dotze anys es desenvolupa el període de les operacions concretes, enteses com a aplicació de la lògica a les interaccions amb l'exterior. El nen pot comprendre i adoptar perspectives d'altres persones i resoldre problemes concrets amb les seves facultats mentals, és a dir, sense necessitar sempre una relació física amb els objectes.
L'etapa coincideix aproximadament amb l'educació primària a molts països. Durant l'ensenyament formal s'accentuen les possibilitats cognitives dels infants plantejant reptes i introduint conceptes per manipular amb símbols. Poden classificar idees, apropar-se a les matemàtiques, copsar els passos d'un procés i imaginar-ne un ordre diferent.

### Estadi de les operacions formals
A partir d'aquest moment ja és possible fer operacions no concretes, que són aquelles que no requereixen el suport de la percepció o de la manipulació sinó que es realitzen a un nivell verbal o conceptual. El pensament s'allibera del real-present i penetra en el camp de la reflexió, les teories i les hipòtesis. L'adolescent s'interessa per tots els problemes no actuals, sense cap relació amb les realitats viscudes diàriament o que anticipen situacions futures del món, sovint són quimèriques. Tenen facilitat per elaborar teories abstractes. La intel·ligència formal assenyala l'arrencada del pensament. Però existeix un egocentrisme intel·lectual de l'adolescència que es manifesta amb la creença en l'infinit poder de la reflexió, com si el món s'hagués de sotmetre als sistemes i no els sistemes a la realitat. Posteriorment, l'egocentrisme metafísic troba la seva correcció en una reconciliació entre el pensament formal i la realitat; l'equilibri s'assoleix quan la reflexió comprèn que la seva funció no és de contradir, sinó d'interpretar l'experiència.
Als 12 anys s'entra en el període d'operacions formals o de l'abstracció. L'adolescent pot realitzar raonaments deductius, entendre conceptes complexos, analitzar problemes de forma sistemàtica i considerar alternatives per a la seva solució.

## Biografies i autobiografies
- Bringuier, J.C. (1997). Conversaciones con Piaget. Barcelona: Gedisa. Edició original, 1977.
- Evans, R. (1973). Jean Piaget, the man and his ideas. [Jean Piaget, l'home i les seves idees] New York: Dutton.
- Piaget, J. (1952). "Autobiography". En: E. Boring (ed.). History of psychology in autobiography. Vol. 4. Worcester, MA: Clark University Press.
- Piaget, J. (1976). "Autobiographie". Revue Européenne des Sciences Sociales, vol. 14, no. 38-39, p. 1-43.

## Obres principals
- 1918, Recherche [Búsqueda]. Lausanne: La Concorde.
- 1924, Le jugement et le raisonnement chez l'enfant.
- 1936, La naissance de l'intelligence chez l'enfant.
- 1957, La construction du réel chez l'enfant.
- 1941, La genèse du nombre chez l'enfant (amb Alina Szeminska).
- 1946, La formation du symbole chez l'enfant.
- 1949, Traité de logique. Essai de logistique opératorie.
- 1950, Introduction à l'épistémologie génétique.
- 1954, Les relations entre l'intelligence et l'affectivité dans le développement de l'enfant.
- 1955, De la logique de l'enfant à la logique de l'adolescent. Essai sur la construction des structures opératories (amb Bärbel Inhelder).
- 1962, Commentary on Vygotsky's criticisms. New Ideas in Psychology, 13, 325-40, 1995
- 1965, Etudes Sociologiques.
- 1967, Logique et connaissance scientifique.
- 1967, Biologie et connaissance.
- 1970, Piaget's theory.
- 1970, Main trends in psychology.
- 1975, L'equilibration des structures cognitives: Problème central du développement.
- 1977, Resherches sur l'abstraction refléchissante.reflexionante. I.
- 1977, Essay on necessity. Human Development, 29, 301-14, 1986.
- 1981, Le possible et le necessarie 1. L'evolution des possibles chez l'enfant.
- 1983, Psychogenèse et historie des sciences (amb Rolando Garcia)
- 1987, Vers une logique des significations (amb Rolando García)
- 1990, Morphismes et catégories. Neuchatel, París: Delachaux et Niestlé.

## Premis i reconeixements
- Va rebre el Premi Erasmus per la seva contribució a la construcció d'Europa.